# 小折口駅
小折口駅（こおりぐちえき）は、かつて愛知県丹羽郡布袋町小折（現在の江南市）にあった名古屋鉄道犬山線の駅。丹羽郡布袋町と一宮市千秋町の境界付近（布袋駅高架の上り口）に所在した。
石仏駅 - 布袋駅間に存在した。

## 歴史
- 1912年（大正元年）8月6日：名古屋電気鉄道犬山線の小折駅として開業[2]。
- 1913年（大正2年）3月27日：小折口駅に改称の旨届出[3]。
- 1921年（大正10年）7月1日：名古屋電気鉄道が一宮線・犬山線を名古屋鉄道へ譲渡。名古屋鉄道犬山線の駅になる。
- 1922年（大正11年）7月21日：複線化に伴い、ホームを2面2線とする。
- 1941年（昭和16年）8月12日：名古屋鉄道犬山線の駅となる。
- 1944年（昭和19年）：休止。
- 1969年（昭和44年）4月5日：廃止。

## 駅構造
ホームは2面2線の地上駅であった。松杜天神の最寄り駅であり、駅構内には石碑が存在していた。この石碑は現在も、小折口駅跡付近の線路敷地内に存在する。

## 隣の駅
所属路線、隣の駅は営業時代のもの。
名古屋鉄道
犬山線
特急・急行
通過
普通
石仏駅 - 小折口駅 - 布袋駅